# Río Sevilla
El río Sevilla es un curso fluvial cubano que recorre 67,17 km del este de la isla. Nace en las coordenadas 256 748,11 de latitud Norte y 423 019,97de longitud Este en el municipio Amancio, de la provincia de Las Tunas y fluye sinuosamente hacia el sur, desembocando en el Golfo de Guacanayabo. 
Es de cauce poco profundo y el carácter de su corriente es permanente. Su cuenca hidrográfica es de 775,0 km² y sus aguas se utilizan para el riego de cultivos varios y la caña de azúcar.